# Хоросан
Хоросанът е вид спояващо вещество, получаващо се чрез смесване на пясък, гасена вар и вода. Хоросанът се използва за свързване на тухли, камъни, бетонни блокове и др., а също и като мазилка на стените. При изсъхването си хоросанът се превръща в твърда и издръжлива спойка. За разлика от гипсовата и циментовата мазилка, хоросановата мазилка съдържа микроскопични шупли, позволяващи на стената да „диша“, т.е. да пропуска влага, с което се избягва образуването на мухъл.

## Исторически сведения
Изследователите са открили, че първата цивилизация, използвала хоросан, са жителите на Tappeh Sialk, област Хорасан в Източен Иран, откъдето идва и името му в българския език. Едни от първите спояващи вещества, използвани в древността, са били смеси от тиня и глина. Във Вавилон за конструкцията на сгради са използвани изпечени тухли, споени с катран. Първите доказателства за употребата на хоросан датират от 2900 г. пр.н.е. при археологически обекти като зикурата Сиалк в съвременен Иран, построен с изпечени на слънце тухли. При строежа на храма Чонга Занбил в Иран, датиран от около 1250 г. пр.н.е., е използван спояващ материал на основата на битум.
При строежа на ранните Египетски пирамиди от 2600 – 2500 г. пр.н.е. варовиковите блокове са споявани със смес от глина, пясък и тиня. В по-късните египетски пирамиди е използвано спояващо вещество на основата на гипс и пясък. Смесите от гипс и пясък обаче са относително меки и неустойчиви.
В Древна Гърция към свързващото вещество са добавяли и вулканична пепел. По-късно римляните усъвършенстват сместа за приготвянето на свързващо вещество, като използват и вариант с хидроизолационни качества, изобретявайки цимента.
В своите трудове средновековният металург и архитект Ваночо Бирингучо споменава, че едно от постиженията на древните алхимици е откриването на една от основните съставки на хоросана – негасената вар, която химически е калциев оксид, добивана посредством редуциране чрез нагряване на варовика, който е калциев карбонат. Най-хубавата вар става от по-чисти скали, като например много от мраморните детайли в Плиска са загубени заради изпичането им за вар.

## Механизъм на втвърдяване
След като бъде смесена с вода („гасене“), негасената вар реагира, образувайки калциев хидроксид (гасена вар). В състава на хоросана калциевият хидроксид започва, под влияние на слабата въглеродна киселина, образувана от разтворения в дъжда и атмосферната влага въглероден диоксид, да се превръща постепенно отново в калциев карбонат, т.е. се вкаменява.
Скоростта на втвърдяването зависи от температурата на околната среда 
| Възраст на разтвора, денонощие | Здравина на хоросана %, при температура на втвърдяване, °С | Здравина на хоросана %, при температура на втвърдяване, °С | Здравина на хоросана %, при температура на втвърдяване, °С | Здравина на хоросана %, при температура на втвърдяване, °С | Здравина на хоросана %, при температура на втвърдяване, °С | Здравина на хоросана %, при температура на втвърдяване, °С | Здравина на хоросана %, при температура на втвърдяване, °С | Здравина на хоросана %, при температура на втвърдяване, °С | Здравина на хоросана %, при температура на втвърдяване, °С | Здравина на хоросана %, при температура на втвърдяване, °С | Здравина на хоросана %, при температура на втвърдяване, °С |
| ------------------------------ | ---------------------------------------------------------- | ---------------------------------------------------------- | ---------------------------------------------------------- | ---------------------------------------------------------- | ---------------------------------------------------------- | ---------------------------------------------------------- | ---------------------------------------------------------- | ---------------------------------------------------------- | ---------------------------------------------------------- | ---------------------------------------------------------- | ---------------------------------------------------------- |
| Възраст на разтвора, денонощие | 0                                                          | 5                                                          | 10                                                         | 15                                                         | 20                                                         | 25                                                         | 30                                                         | 35                                                         | 40                                                         | 45                                                         | 50                                                         |
| 1                              | 1                                                          | 4                                                          | 6                                                          | 10                                                         | 13                                                         | 18                                                         | 23                                                         | 27                                                         | 32                                                         | 38                                                         | 43                                                         |
| 2                              | 3                                                          | 8                                                          | 12                                                         | 18                                                         | 23                                                         | 30                                                         | 38                                                         | 45                                                         | 54                                                         | 63                                                         | 76                                                         |
| 3                              | 5                                                          | 11                                                         | 18                                                         | 24                                                         | 33                                                         | 47                                                         | 49                                                         | 58                                                         | 66                                                         | 75                                                         | 85                                                         |
| 5                              | 10                                                         | 19                                                         | 28                                                         | 37                                                         | 45                                                         | 54                                                         | 61                                                         | 70                                                         | 78                                                         | 85                                                         | 95                                                         |
| 7                              | 15                                                         | 25                                                         | 37                                                         | 47                                                         | 55                                                         | 64                                                         | 72                                                         | 79                                                         | 87                                                         | 94                                                         | 99                                                         |
| 10                             | 23                                                         | 35                                                         | 48                                                         | 58                                                         | 68                                                         | 75                                                         | 82                                                         | 89                                                         | 95                                                         | 100                                                        | —                                                          |
| 14                             | 31                                                         | 45                                                         | 60                                                         | 71                                                         | 80                                                         | 85                                                         | 92                                                         | 96                                                         | 100                                                        | —                                                          | —                                                          |
| 21                             | 45                                                         | 58                                                         | 72                                                         | 85                                                         | 92                                                         | 96                                                         | 100                                                        | 100                                                        | —                                                          | —                                                          | —                                                          |
| 28                             | 52                                                         | 68                                                         | 83                                                         | 96                                                         | 100                                                        | 100                                                        | —                                                          | —                                                          | —                                                          | —                                                          | —                                                          |

## Видове хоросан
- В зависимост от приложението му се използват хоросани с различни качества.
  - Хоросан за зидане
  - Хоросан за измазване на стени
  - Хоросан за пожарозащита
  - Хороосан с изкуствени смоли, като ненаситени полиестерни смоли, метакрилатна или епоксидна смола
  - Хоросан за фугиране
  - Хоросан за подова замазка или основа за подово покритие.
  - Хоросан за заливане на цепнатиниотвори и др.
- По мястото на използване
  - за външно използване
  - за вътрешно използване
- По големината на пълнителя
  - едрозърнест – 5 mm
  - дребнозърнест – 1,25 mm
  - финозърнест – 0,2 mm.
- В зависимост от вида на свързващото вещество
  - циментово
  - гипсово
  - полимерно
  - смесено
- По начина на нанасяне на разтвора.
  - механизирано нанасяне
  - ръчно нанасяне